# Raggare (musikalbum)
Raggare! er et album af den svenske musiker og komponist Eddie Meduza fra 1986. Temaet for kassetten er raggare.
Sangen "Min Raggarbil" er inspireret af sangen "Bo Diddley" af Bo Diddley.
"Hejsan Bert" er dedikeret til Bert Karlsson og solot til sangen har samme melodie som refrainet til "Främling" af Carola Häggkvist.
Sangen "Ja' E' Så Fet, Ja' Måste Spy" er en parodi på Hasse Andersson & Kvinnaböske Band, der er kendt for sangen "Änglahund", der findes oversat til dansk med navnet "Himmelhunden" og sunget af Teddy Edelmann.

## Spor
Side A
1. "Spiken I Botten (Gasen I Botten, Del 2)" - 03:13
2. "Raggare (Räggöere, Räggöere)" - 02:39
3. "Min Raggarbil" - 03:28
4. "Sup Och Rulla Runt" - 02:46
5. "Full Gas" - 04:18
6. "Heja U.S.A." - 03:27

Side B
1. "Ja' E' En Raggare (Räggöere)" - 03:29
2. "Hejsan Bert" - 02:45
3. "En Räggöere E' En Räggöere" - 02:42
4. "Tommy Hade En Cadillac" - 03:29
5. "De' E' Gött Å' Supa, Pöjka'!" - 02:48
6. "Ja' E' Så Fet, Ja' Måste Spy" - 04:17

### Sangtitler på dansk
- Spiken I Botten - Sømmet I Bunden.
- Sup Och Rulla Runt - Sup Og Rul Rundt.
- Full Gas - Fuld Gas.
- Tommy Hade En Cadilac - Tommy Havde En Cadillac.
- De' E' Gôtt Å' Supa Pôjka'! - Det Er Godt At Drikke Spiritus, Drenge!
- Ja' E' Så Fet, Ja' Måste Spy - Jeg Er Så Tyk, Jeg Må Vomer.

## Nye udgaver
Albummet blev udgivet på CD 2005 og 2013 og på LP 2015.